# Lavitah Mountain
Lavitah Mountain är ett berg i Kanada.   Det ligger i provinsen British Columbia, i den centrala delen av landet, 3 400 km väster om huvudstaden Ottawa. Toppen på Lavitah Mountain är 1 611 meter över havet, eller 56 meter över den omgivande terrängen. Bredden vid basen är 0,51 km.
Terrängen runt Lavitah Mountain är kuperad västerut, men österut är den bergig. Trakten runt Lavitah Mountain är nära nog obefolkad, med mindre än två invånare per kvadratkilometer.. Det finns inga samhällen i närheten.
I omgivningarna runt Lavitah Mountain växer i huvudsak barrskog.